# دوغ هاولت
دوغ هاولت (بالإنجليزية: Doug Howlett)‏ هو لاعب اتحاد الرغبي نيوزيلندي، ولد في 21 سبتمبر 1978 في أوكلاند في نيوزيلندا.

## وصلات خارجية
- دوغ هاولت عل موقع إسبنسكروم (الإنجليزية)
- دوغ هاولت على موقع ItsRugby.co.uk (الإنجليزية)